# Förmögenhetsskatt i Sverige
Förmögenhetsskatt i Sverige skild från inkomstskatt, infördes 1911 och avskaffades i januari 2007 av Regeringen Reinfeldt. Förmögenhetsskatten togs ut av privatpersoner samt vissa stiftelser och ideella föreningar. Skatten beräknades på förmögenheten den 31 december. Som förmögenhet räknades det sammanlagda värdet av tillhörigheterna i form av bankkonton, fastigheter (taxeringsvärdet), aktier (efter speciella regler), fordon och andra privata tillhörigheter. Reglerna innehöll olika undantag vilket gjorde att personer med stor förmögenhet på olika sätt kunde placera sina tillgångar så att förmögenhetsskatten undveks, till exempel genom innehav av jordbruks-/skogsbruksfastigheter och vissa typer av antikviteter vilka inte behövde tas upp till det fulla marknadsvärdet. Skatteverket granskade även tillgångar i företag och fanns det mer kapital än vad Skatteverket ansåg behövdes fick ägaren betala förmögenhetsskatt. Förmögenhetsbeskattning av kapital i företag kallades för Lex Uggla. Skatten var vid avskaffandet 1,5 procent av den del som översteg 1,5 miljoner kronor för ensamstående, 3 miljoner för gifta och samboende (tillsammans). 
Inför Riksdagsvalet i Sverige 2010 ingick återinförandet av någon form av förmögenhetsskatt i De rödgrönas valmanifest. Utformningen av skatten skulle ha tagits fram av en arbetsgrupp tillsatt efter en eventuell valseger, men genomfördes aldrig. En arbetsgrupp inom socialdemokraterna ledd av finansminister Magdalena Andersson föreslog i maj 2021 ett återinförande av en förmögenhetsskatt (miljonärsskatt) med ett fribelopp, ett tak och ett undantag för bostäder. 

## Historik
Perioden 1995–2006 varierade statens inkomster från förmögenhetsskatten från ett par miljarder till drygt åtta miljarder per år, med en topp under 2001 och 2002. I förhållande till skatteintäkter totalt sett stod förmögenhetsskatten under dessa år för 0,3 procent till drygt 0,7 procent per år.
Innan 1947 fanns förmögenhetsskatter av olika slag, men exempelvis 1910 beskattades 1/60-del av förmögenheten som inkomst. 